# Serpent's Song (Stargate SG-1)
Serpent's Song (El Canto de la Serpiente) es el décimo octavo episodio de la segunda temporada de la serie de televisión de ciencia ficción Stargate SG-1, y el cuadragésimo capítulo de toda la serie. 

## Trama
El SGC recibe un sistema de coordenadas que creen los Tok'ra les enviaron. Envían al SG-1 a dicho mundo cuando repentinamente ven como varios Deslizadores Mortales, derriban a otro cerca de ellos. Investigan en el sitio de choque y encuentran aun viejo enemigo, Apophis, extremadamente herido y pidiendo ayuda. Sabiendo que él pronto morirá, pide al SG-1 "santuario para él" y el SGC lo trae renuente a la tierra. Allí, se realizan exámenes y Carter concluye que lo torturaron con el mismo dispositivo manual usado en ella y en Jolinar.
En ese momento llegan los Tok'ra, que saben, por un espía, que tienen a Apophis. Insisten en devolverlo al planeta, pero debido a que es una fuente importante de información, trataran de sacarle lo más que puedan antes de que muera. En la desesperación, Apophis pide un nuevo anfitrión, pero Jack rápidamente le dice que se "vaya al infierno". Después el Stargate se activa; es Sokar, el Goa'uld que derrotó a Apophis, exigiendo que devuelvan al prisionero. Sin embargo, apenas el SGC rechaza su demanda, el Iris comienza a calentarse incontrolablemente, debido a que Sokar está utilizando un rayo de iones para atacarlos. Daniel dice que para solucionar esto, cuando pasen los 38 minutos deberán marcar a otro mundo. Sin embargo, Sokar marca fácilmente más rápido que el SGC y comienza su ataque de nuevo.
En este tiempo cada miembro del SG-1 habla con Apophis. Daniel le pide a su esposa Sha're y también revela a él secuestro a su hijo, no Heru'ur. Teal'c mira felizmente mientras sufre y le dice que desde este día todos los Jaffa son libres en Chulak. Después de un tiempo, increíblemente débil y envejecido, Apophis empieza a perder control sobre el cuerpo del anfitrión, y este comienza a emerger. Daniel habla con él. Debido a que pronto morirán ambos Daniel le da un entierro egipcio como cualquier antiguo egipcio normal.
Mientras sigue la desesperación por Sokar, Carter logra crear un nuevo programa de discado rápido que establece un agujero de gusano antes de que Sokar pueda atacar otra vez. Con Apophis muerto, el SGC no ve ningún otro uso para él y deciden enviarlo de nuevo al planeta donde lo encontraron. Con la amenaza de Sokar fuera, temporalmente, los Tok'ra le dan a Hammond un dispositivo Tollano (ya que revelan también ser amigos de los Tolanos) para hacer contacto con ellos y lo mismo hace O'Neill, dándole a ellos un GDO, como el de los equipos SG para contactos a futuro.

## Artistas invitados
- Peter Williams como Apophis
- Teryl Rothery como la Dra. Janet Fraiser.
- J. R. Bourne como Martouf.
- Tobias Mehler como el Teniente Graham Simmons.
- Peter Lacroix como el Ashrak.